# Istosmjerni motor
Istosmjerni motor ili motor za istosmjernu struju pretvara istosmjernu električnu struju u kružno gibanje. Stroj je tako konstruiran da može raditi kao električni generator istosmjerne struje ako se mehanički pokreće vanjskom silom. Svojstven je dio rotora motora za istosmjernu struju kolektor ili komutator, pa je prema tome u Hrvatskoj uvriježen naziv kolektorski motor. Putem kolektora i četkica ostvaruje se električni kontakt (dodir) s rotorskim namotom i pretvara izmjeničnu struju u istosmjernu. Motor se izvodi s neovisnom, serijskom, složenom (kompaundiranom) uzbudom ili s trajnim magnetima. Zbog mogućnosti kontinuirane promjene brzine okretanja istosmjerni se motor koristi u industriji te za pogon tračnih i nekih posebnih vozila (tramvaja, lokomotiva, elektromobila i drugo). Brzina se mijenja na razne načine, a u suvremenim se pogonima upravlja računalom. Zbog mogućnosti napajanja iz akumulatorskih baterija, istosmjerni se motor koristi i kao pokretač motora s unutarnjim izgaranjem (na primjer u automobilima i dizelskim agregatima). Ipak, zbog izrade komutatora i njegova održavanja te habanja (trošenja) četkica i popratnog iskrenja, istosmjerni se motor, s obzirom na nabavnu cijenu i pogonsku pouzdanost, manje koristi nego kavezni asinkroni motor.
Načelo rada svih vrsta električnih strojeva temelji se na osnovnim fizikalnim pojavama: da sila djeluje na električni vodič kada njime u magnetskom polju protječe električna struja, a da se u vodiču inducira električni napon kada se on giba u magnetskom polju (elektromagnetska indukcija). Prema tome je inducirani električni napon U:
{\displaystyle U=B\cdot l\cdot v}
gdje je B izraženo u teslama, l u metrima i v u m/s. Odatle vidimo da inducirani električni napon ovisi o:
- o magnetskoj indukciji B (gustoći magnetskog toka),
- o duljini električnog vodiča koji se giba u magnetskom polju l i,
- o njegovoj brzini v, jer što mu je brzina veća, to će biti i veći broj presječenih magnetskih silnica u 1 sekundi.

Magnetsko polje je posrednik pretvorbe energije u svim primjerima, a moguće ga je stvarati i održavati električnim strujama ili trajnim magnetima. 

## Objašnjenje
Istosmjerni motor je elektromehanički uređaj koji istosmjernu struju pretvara u kružno (rotacijsko) gibanje. Ako se rotor istosmjernog motora mehanički spoji s izvorom rotacijskog gibanja (motor s unutarnjim izgaranjem, parna turbina i slično) na izvodima će se inducirati napon, prema pravilu desne ruke, čime je stvoren istosmjerni generator.
Najjednostavniji istosmjerni motor je 1821. otkrio Michael Faraday. Taj se motor sastojao od slobodnog zavoja žice koji je slobodno plutao na sloju žive, a u čijem se središtu nalazio magnet. Kada se kroz zavoj žice propustila istosmjerna struja oko zavoja se stvorilo magnetsko polje zbog čega se žica počela okretati oko magneta. Istosmjerni motor (eng. DC motor), kakav danas poznajemo slučajno je 1873. otkrio Zénobe Gramme kada je na dinamo koji je proizvodio struju spojio drugi dinamo koji se počeo okretati kao motor.
Klasični istosmjerni motor se sastoji od rotirajuće armature koja je oblikovana u obliku elektromagneta s dva pola i od statora kojega čine dva permanentna magneta. Krajevi namota armature spojeni su na rotacijski prekidač, komutator, koji prilikom svakog okretaja rotora dvaput mijenja smjer toka struje kroz armaturni namot stvarajući tako moment koji zakreće rotor. Protjecanjem istosmjerne struje kroz vodič koji se nalazi u magnetskom polju stvara se, prema pravilu lijeve ruke, sila koja zbog svog hvatišta, koje se nalazi izvan osi rotacije rotora, stvara moment koji zakreće rotor. Električna veza između rotora i izvora istosmjerne struje se ostvaruje tako da se izvor istosmjerne struje spoji na grafitne četkice koje kližu po komutatoru ili kolektoru. Prilikom prelaska četkice s jedne na drugu lamelu komutatora postoji trenutak kada se izvor nalazi u kratkom spoju zbog čega dolazi do iskrenja četkica. Iskrenje četkica dovodi do polaganog uništavanja grafitnih četkica, ali i do oksidacije i trošenja komutatora, pa je to glavni nedostatak ove vrste motora. Iskrenje se pojačava ako se povećava: brzina okretanja motora (broj okretaja), električni napon, opterećenje, odnosno struja kao posljedica povećanja napona ili opterećenja. Iskrenje osim samog uništavanja komutatora i četkica za posljedicu ima i stvaranje čujnog i električnog šuma.
Brzina okretanja istosmjernog motora ovisi o kombinaciji napona i struje koji teku kroz armaturu, te o opterećenju. Brzina motora proporcionalna je naponu, dok je moment proporcionalan struji. Upravo zbog ovih svojstava se istosmjerni motor vrlo često upotrebljava u elektromotornim pogonima koji zahtijevaju upravljanje brzinom (zahvaljujući razvoju energetske elektronike pojednostavilo se upravljanje brzinom i ostalih vrsta elektromotora). Brzina motora se može mijenjati promjenom otpora armature, koje se izvodi dodavanjem vanjskog promjenjivog otpora spojenog u seriju s izvorom, ili uporabom promjenjivog naponskog izvora.

## Istosmjerni motor bez četkica
Zbog nedostataka koje uzrokuje komutator u novije vrijeme razvijen je istosmjerni motor bez četkica (eng. Brushless DC electric motor) koji na rotoru ima permanentni magnet, dok se kroz statorske namote propušta struja koja dovodi do zakretanja rotora. Strujom koja prolazi kroz statorske namote se upravlja elektroničkim sklopom, takozvanim elektroničkim komutatorom ili inverterom, koji zamjenjuje klasični komutator. Da bi se moglo ispravno odrediti kroz koji namot će elektronički komutator poslati struju, i struju kojeg smjera, takav motor mora imati senzor položaja rotora na osnovu čega se upravlja radom samog komutatora.